# NGC 4233
NGC 4233 је спирална галаксија у сазвежђу Девица која се налази на NGC листи објеката дубоког неба.
Деклинација објекта је + 7° 37' 27" а ректасцензија 12h 17m 7,6s. Привидна величина (магнитуда) објекта NGC 4233 износи 12,0 а фотографска магнитуда 13,0. Налази се на удаљености од 34,500 милиона парсека од Сунца. NGC 4233 је још познат и под ознакама UGC 7311, MCG 1-31-37, CGCG 41-63, VCC 220, PGC 39384.